# كفاءة التفاعل الثقافي
كفاءة التفاعل الثقافي (بالإسبانية: Competencia intercultural)‏ هي جزء من كفاءة كبيرة لمتحدث اللغة الأجنبية تحدد قدرته على التصرف بطريقة ملائمة ومرنة عند مواجهة أحداث ومواقف وتوقعات أشخاص من ثقافات أخرى. يتطلب مدى الملائمة والمرونة المعرفة بالفروقات الثقافية بين ثقافة اللغة الأم وثقافة اللغة الأجنبية، هذا بالإضافة إلى القدرة على حل المشكلات بين الثقافتين، والتي تحدث نتيجة لتلك الاختلافات أو الفروقات الثقافية. وتشمل كفاءة التفاعل الثقافي القدرة على تحقيق ثبات الهوية في عملية الوساطة بين الثقافات، وأيضا القدرة على  مساعدة الآخرين على تحقيق نفس الهدف.

## أنواع المعرفة داخل كفاءة التفاعل الثقافي[6]
- المعرفة التي تشير إلى مهارة اكتساب المعارف الجديدة.
- معرفة أن تكون والتي تشترط تغيرًا في الموقف من قِبَل الشخص لتحقيق أكبر قدر من استيعاب الثقافة الجديدة.
- معرفة أن تفعل أو أن تتعلم والتي تشير إلى القدرة على التعلم؛ للوصول إلى لعب دور الوسيط الثقافي بين الثقافتين. ويسمى الشخص الذي يكتسب كفاءة التفاعل الثقافي ممثلًا لتفاعل الثقافات، ويتمثل دوره في أن يكون وسيطًا بين الثقافات المتصلة.